# Raphide

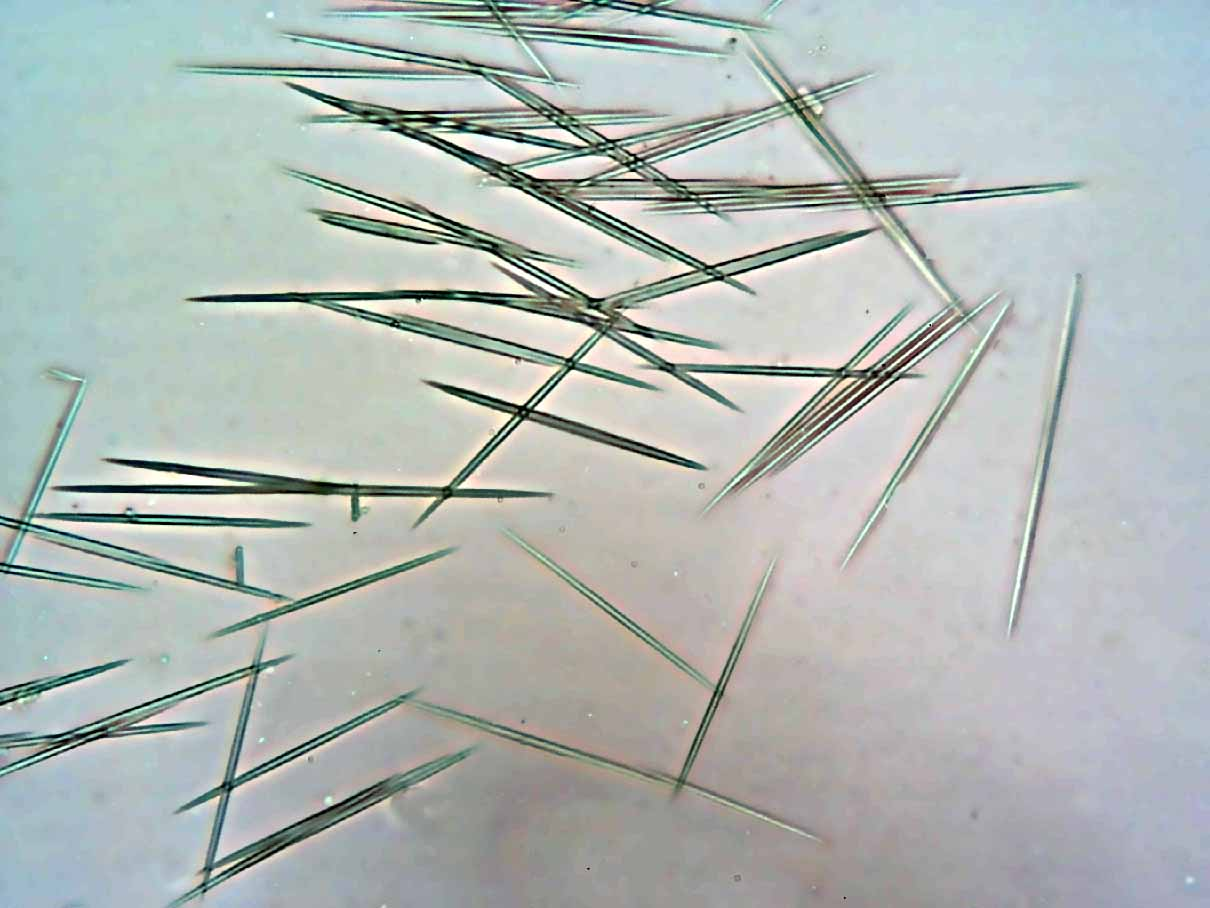
Raphides dans Pothos

Un raphide est un fin cristal d'oxalate de calcium ou de carbonate de calcium, présent dans plus de 200 familles de plantes.

## L'oxalate de calcium dans les plantes

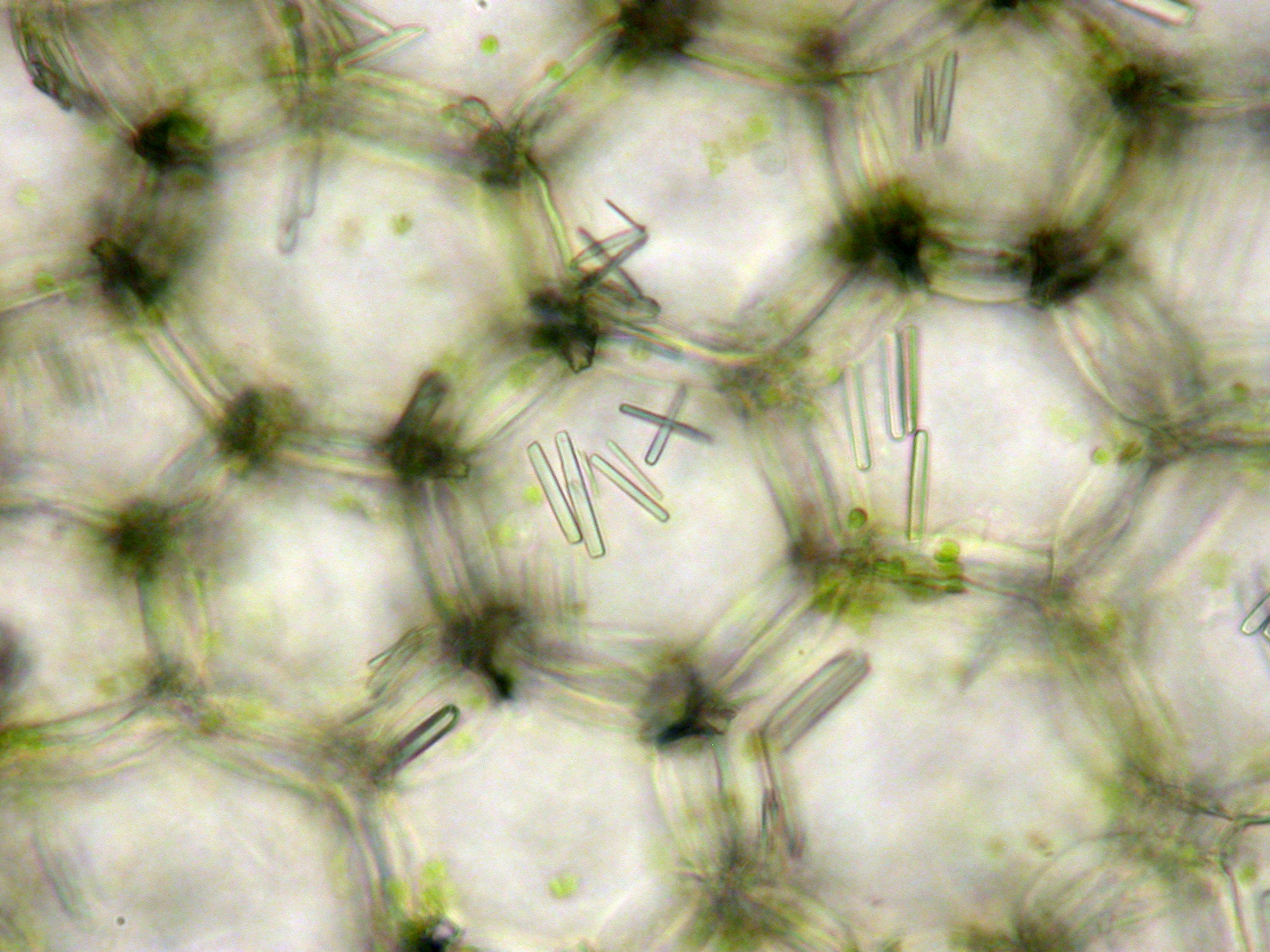
Raphides dans Hypoestes phyllostachya

Beaucoup de plantes accumulent l'oxalate de calcium sous forme de cristaux en réponse aux surplus de calcium qui se trouvent dans l'environnement naturel. Les cristaux sont formés sous différentes formes. La morphologie du cristal dépend du groupe taxinomique de la plante. Dans une étude de plus de 100 espèces, il a été trouvé que l'oxalate de calcium a représenté 6,3 % du poids sec.
La forme des cristaux et la distribution de raphides dans les racines, les tubercules ou les feuilles sont semblables chez un certain nombre de taxons, mais différentes chez d'autres, fournissant des caractéristiques clés pour l'identification systématique.
Les mécanismes de séquestration et les raisons de l'accumulation des raphides sont mal connus mais le plus probable serait un système de défense contre les herbivores. Dans quelques cas, les raphides peuvent aider à former le squelette des plantes. Les raphides arrivent typiquement dans le parenchyme des cellules des organes aériens, particulièrement les feuilles.

## Effets nocifs
Les raphides peuvent produire des réactions toxiques sévères en facilitant le passage de toxines par la peau quand le tissu contenant les raphides contient aussi ces toxines. La dose mortelle pour les souris est autour 15 mg/kg.
Les raphides semblent être un moyen de défense contre les prédateurs qui consomment les feuilles,,.
L'ingestion de plantes contenant des raphides, comme celles communes dans certaines plantes d'intérieur, peut causer des engourdissements suivis rapidement  par de douloureux œdèmes, la formation de vésicules accompagnées par des brûlures à la bouche et à la gorge avec des symptômes pouvant durer jusqu'à deux semaines.
La destruction des raphides ne peut pas normalement être réalisée par ébullition; cela exige un environnement acide ou des solvants chimiques comme l'éther, mais en chauffant les raphides, le contenant de matériels de la plante (comme des tubercules) peut fixer les raphides dans une matrice féculente séchée, ils ne sont plus mobiles et ainsi moins nuisibles. Quelques plantes stockent les raphides dans des mucilages.

## Plantes contenant des raphides
La liste ci-dessous est incomplète. On trouve des raphides dans de très nombreuses familles, comme celles des Araceae ou celle des Commelinaceae.
- Actinidiaceae :
  - Actinidia (Kiwi)
- Amaranthaceae :
  - Spinacia (Epinard)
- Araceae :
  - Alocasia macrorrhizos  (Taro géant)
  - Arisaema
  - Arum
  - Caladium
  - Colocasia (Taro)
  - Dieffenbachia
  - Epipremnum aureum (Pothos)
  - Monstera
  - Philodendron
  - Spathiphyllum
  - Zantedeschia
- Arecaceae :
  - Caryota
  - Ptychosperma
  - Arenga
  - Hyophorbe verschaffeltii
- Asparagaceae :
  - Agave
- Bromeliaceae :
  - Ananas comosus (Ananas)
- Commelinaceae :
  - Commelina
  - Tradescantia
- Onagraceae :
  - Fuchsia
- Polygonaceae :
  - Rheum rhabarbarum (Rhubarbe)
  - Rumex acetosa(Oseille)
- Rubiaceae :
  - Hillia
- Vitaceae :
  - Parthenocissus quinquefolia